# Click and Run
CNR (Click and Run) är Linspires databas för program. Det utvecklades först för och av Linspire Inc. 2006 kom det även till Freespire. Framöver kommer det även finnas för openSUSE, Debian, Fedora och Ubuntu.